# Zerbolò
Zerbolò é uma comuna italiana da região da Lombardia, província de Pavia, com cerca de 1.213 habitantes. Estende-se por uma área de 37 km², tendo uma densidade populacional de 33 hab/km². Faz fronteira com Bereguardo, Borgo San Siro, Carbonara al Ticino, Garlasco, Gropello Cairoli, Torre d'Isola, Villanova d'Ardenghi.

## Demografia
| Variação demográfica do município entre 1861 e 2011                               |
|                                                                                   |
| Fonte: Istituto Nazionale di Statistica (ISTAT) - Elaboração gráfica da Wikipedia |